# Karangan (Bareng)
Karangan is een bestuurslaag in het regentschap Jombang van de provincie Oost-Java, Indonesië. Karangan telt 3583 inwoners (volkstelling 2010).